# معبد دوم اورشلیم
معبد دوم اورشلیم (به عبری: בֵּית־הַמִּקְדָּשׁ הַשֵּׁנִי، بت هامیقداش هاشانی) یک معبد یهودی در یهودای باستان بود که در محل مسجد الاقصی کنونی در زمان معبد دوم بین ۵۱۶ پیش از میلاد تا ۷۰ پس از میلاد وجود داشت. این معبد جایگزین هیکل سلیمان شد که در سال ۵۸۶ پیش از میلاد ویران شده بود. این معبد به دستور کوروش بزرگ و به کمک منابع مالی ایران در زمان هخامنشیان ساخته شد. سرانجام این معبد به دست تیتوس، امپراتور روم، نابود گشت.

## تاریخ
وقتی کوروش بزرگ بابل را فتح کرد، امکان بازگشت یهودیان به اورشلیم و بازسازی معبد فراهم گردید. در کتاب عزرا اشاره شده است که یهودیان به دستور کوروش به اورشلیم رفتند و ساختن معبد را در محل معبد سلیمان شروع کردند.
محل معبد کاملاً خراب شده بود و تبدیل به زباله دانی گردیده بود. بعد از مدتی کشمکش با مردمی که در این مدت در آنجا ساکن شده بودند کار ادامه پیدا کرد. معبد در زمان داریوش یکم در سال ۵۲۱ پیش از میلاد در سال ششم پادشاهی او به پایان رسید. و تقدیم شدن معبد به خداوند در سال هفتم پادشاهی او صورت گرفت. یوسفوس فلاویوس اشاره می‌کند که هرود بزرگ معبد را به‌طور کامل در ۱۸–۲۰ پیش از میلاد بازسازی کرد. از این زمان معبد گاهی به عنوان معبد هرود شناخته می‌شود. رومی‌ها در سال ۷۰ پس از میلاد معبد دوم و تمامی اورشلیم را به فرماندهی تیتوس تخریب کردند و شورش یهودیان را که چهار سال پیش آغاز شده بود پایان دادند. تنها قسمتی که از معبد باقی مانده است طبق نظر یهودیان دیوار غربی آن (دیوار ندبه) است، حال آنکه بعضی مسیحیان اعتقاد دارند که بنا به پیش‌بینی عیسی و نوشته یوسفوس فلاویوس هیچ چیزی از معبد باقی نمانده است.

## گزارش بازسازی
بر اساس کتاب مقدس پس از آزاد شدن یهودیان از بابل به دست کوروش بزرگ ترتیب بازسازی استان یهود که باقی‌مانده پادشاهی یهودا بود صورت گرفت. زائران یهودی از بابل به سمت اورشلیم با تعداد زیاد سرازیر شدند. در این زمان شور مذهبی زیادی در بین یهودیان صورت گرفت. نخستین مسئله مهم برای یهودیان بازگرداندن معبد سلیمان و ایجاد قربانی روزانه بر اساس قوانین تورات بود. فرماندار استان یهود زروبابل نیز دید مثبتی نسبت به بازسازی معبد یهودیان نشان داد و پول زیادی توسط او و یهودیان برای بازسازی معبد داده شد. اولین کار یهودیان پیدا کردن محل گذشته معبد و اشیای آن و ایجاد پایه معبد در محل دقیق قبلی آن بود. در بین یهودیان شور و اشتیاق زیادی ایجاد شده بود اما برخی مردم استان یهود از حضور آنان خوشحال نبودند. سامریان نیز اعلام آمادگی به کمک به یهودیان کردند؛ اما یهودیان و زروبابل کمک آنان را رد کردند. این کار باعث شایعه‌های زیادی علیه یهودیان شد. بر اساس کتاب عزرا سامریان از یهودیان به شوش و اکباتانا شکایت کردند. هفت سال بعد کوروش بزرگ درگذشت و کمبوجیه دوم جانشین او شد. بعد از مرگ او اسمردیس دروغین به مدت هفت یا هشت ماه جایگزین او شد. در سال بعد داریوش بزرگ با کشتن سمردیس به پادشاهی رسید و بازسازی معبد ادامه یافت. دو پیامبر یهودی حگای و زکریا نیز در بازسازی نقش مهمی داشتند. معبد در سال ۵۱۶ پیش از میلاد برای گشایش آماده شد. روز گشایش معبد روز سوم ماه آدار بود در سال ششم پادشاهی داریوش بزرگ بود. با اینکه یهودیان از بازسازی معبد بسیار خوشحال بودند اما این مسئله مشخص بود که یهودیان دیگر مانند زمان سلیمان یک ملت مستقل نیستند و بلکه تحت سلطه پارسیان قرار دارند. کتاب حگای پیش‌بینی می‌کند که ابهت معبد دوم از معبد اول بیشتر شود. به دلیل اینکه بعضی اشیای معبد در زمان حمله بابلیان ویران یا گم شده بود اشیای زیر در معبد دوم وجود نداشتند:
- تابوت عهد که دارای ده فرمان، ظرف من و عصای هارون بود.
- آوریم و تومیم
- روغن مقدس
- آتش مقدس

در معبد دوم قدس الاقداس به وسیله پرده (بر خلاف دیوار) از بقیه معبد جدا شده بود. در میشکان معبد دوم دارای:
- منورا
- میز نان
- محل خوشبو کن

بود. معبد دوم دارای بسیاری از اشیای طلایی معبد اول که در زمان بابلیان به بابل برده شده بود اما توسط کوروش بزرگ بازگردانی شده بود بود؛ اما معبد دارای شکینا (به دلیل عدم وجود تابوت عهد) و روح القدس که در معبد اول وجود داشتند، نبود.

## بازسازی هرود
هرود بزرگ برنامه بازسازی پرخرجی را در معبد دوم آغاز کرد. در زمان بازسازی قربانی روزانه و مراسم معبد ادامه داشتند. این معبد تا زمان ۷۰ سال پس از میلاد وجود داشت تا به وسیله تیتوس و نیروهای رومی به‌طور کامل ویران شد.

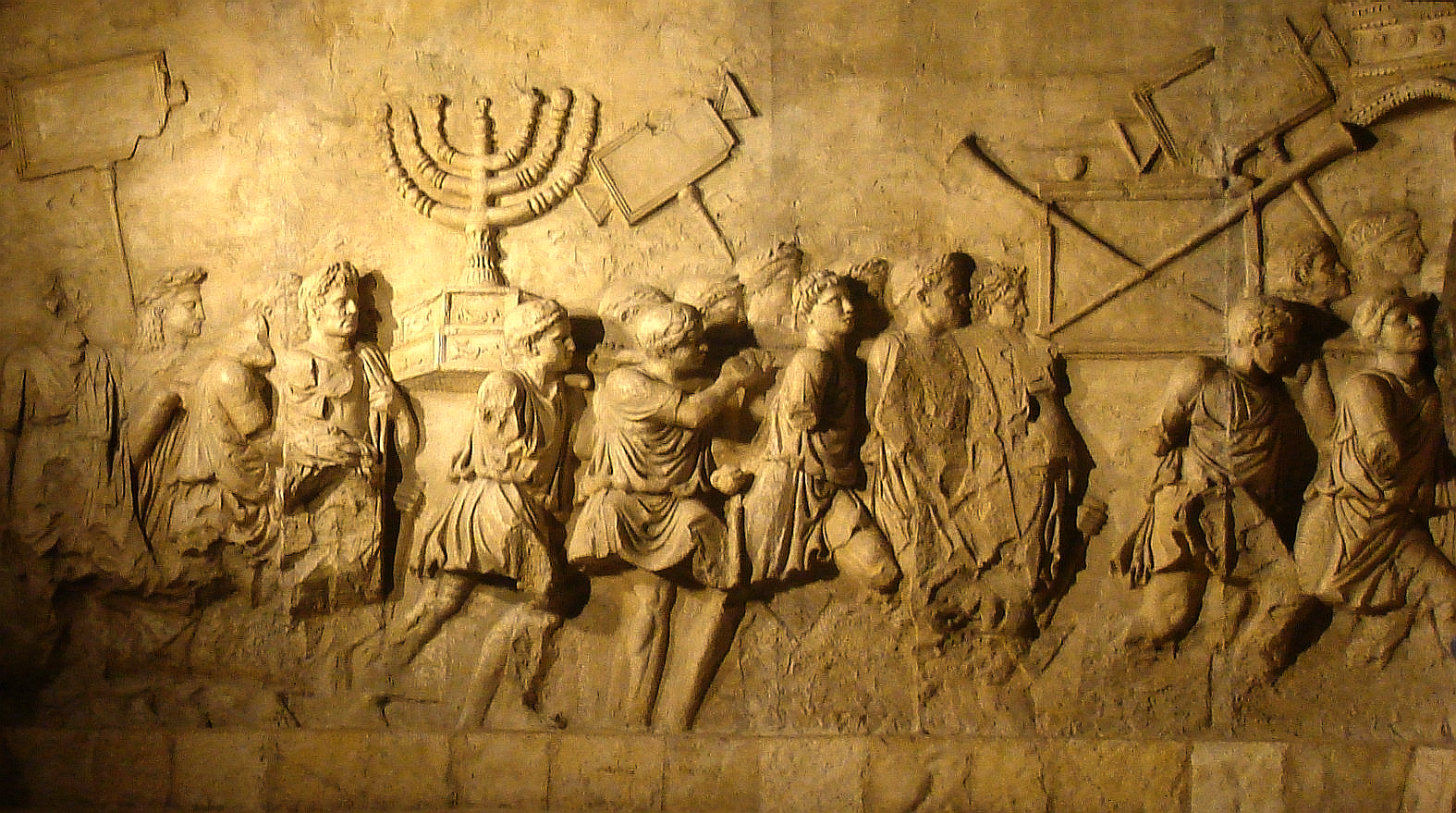
برده شدن اشیای معبد و منورای آن در تصویر هلال پیروزی تیتوس در رم

## زیارت از معبد
زائران یهودی در زمان وجود معبد از تمامی نقاط امپراتوری روم به وسیله کشتی به جفا (محل تل آویو فعلی) می‌آمدند و به کاروان‌هایی که به شهر مقدس می‌رفتند ملحق می‌شدند. آنها سپس پول رومی و یونانی خود را با پول یهودی تعویض می‌کردند. آنها معمولاً حیوانی برای قربانی می‌خریدند که معمولاً گوسفند یا کبوتر بود. اولین چیزی که یک زائر یهودی انجام می‌داد نزدیک شدن به ورودی عمومی معبد در بخش جنوبی آن بود. آنها حیوان قربانی خود را چک می‌کردند، سپس به یک میکوه (غسلگاه) می‌رفتند و خود را با غسل پاکیزه می‌کردند. سپس زائرین حیوان قربانی را می‌گرفتند و به دروازه هولداه می‌رفتند. بعد از بالا رفتن از پله‌ها و عبور از دروازه، زائر خود را در حیاط جنتیل‌ها میافت.

## حیاط جنتیل‌ها
در بیرون معبد محلی به نام حیاط جنتیل‌ها وجود داشت که بیشتر شبیه یک بازار بود. بر اساس قوانین یهودی جنتیل‌ها اجازه وارد شدن به معبد نداشتند. روحانیون یهودی اعتقاد داشتند استفاده از پول رومیان که تصاویر فرماندهان و خدایان آنها بر روی آن بود در معبد مجاز نبود و از این رو محلی برای تعویض پول رومی با پول یهودی وجود داشت. این مطلب در عهد جدید نیز مورد اشاره قرار گرفته است. کاهنان معبد که دارای لباس سفید یکدست بودند در تمامی معبد حضور داشتند و مردم را برای مراسم مختلف راهنمایی می‌کردند.

## در عهد جدید
در عهد جدید به معبد دوم بسیار اشاره شده است. عیسی مسیح در کودکی در معبد حضور داشت. همچنین او بعد از بزرگ شدن به معبد بازگشت و شرح برخورد او با فریسیان و صدوقیان در معبد در اناجیل چهارگانه آمده است. عیسی در اناجیل وعده می‌دهد که به دلیل اینکه او توسط یهودیان رد شده است معبد به صورت کامل تخریب می‌شود.
مسیحیان و مسلمانان اعتقاد دارند که نابودی معبد در سال ۷۰ بعد از میلاد به دست رومیان برآورده کردن این پیشگویی عیسی و آغاز آواره شدن یهودیان در تمامی دنیا به خاطر رد کردن او است.

## در قرآن
در قرآن نیز نابود شدن معبد دوم مورد اشاره قرار گرفته است.

## نگارخانه

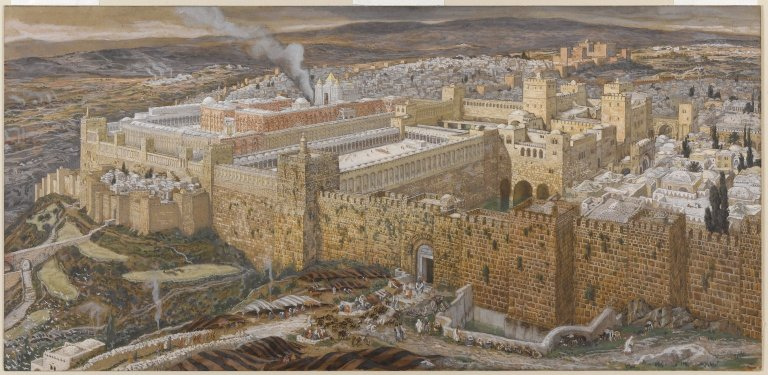
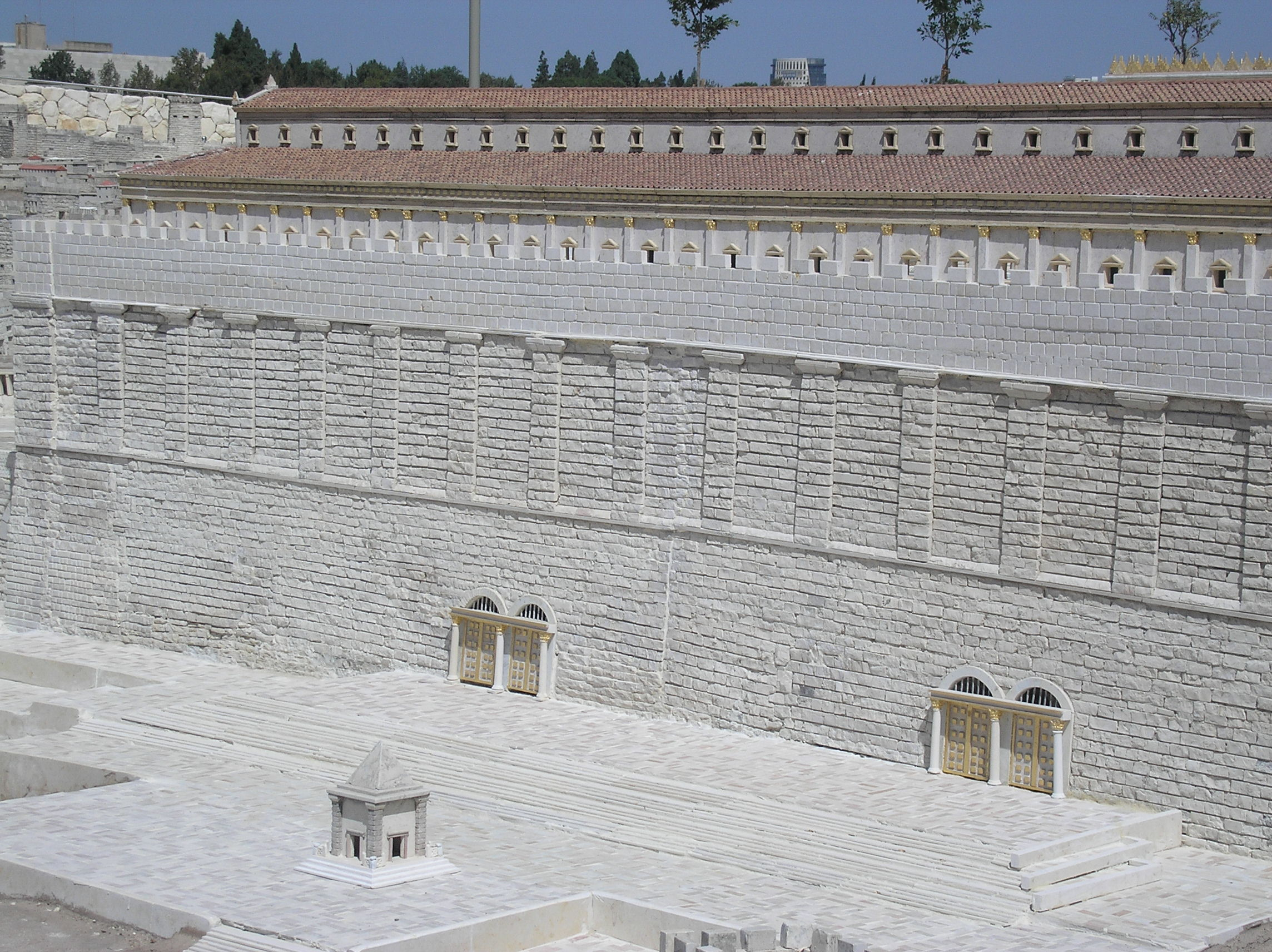
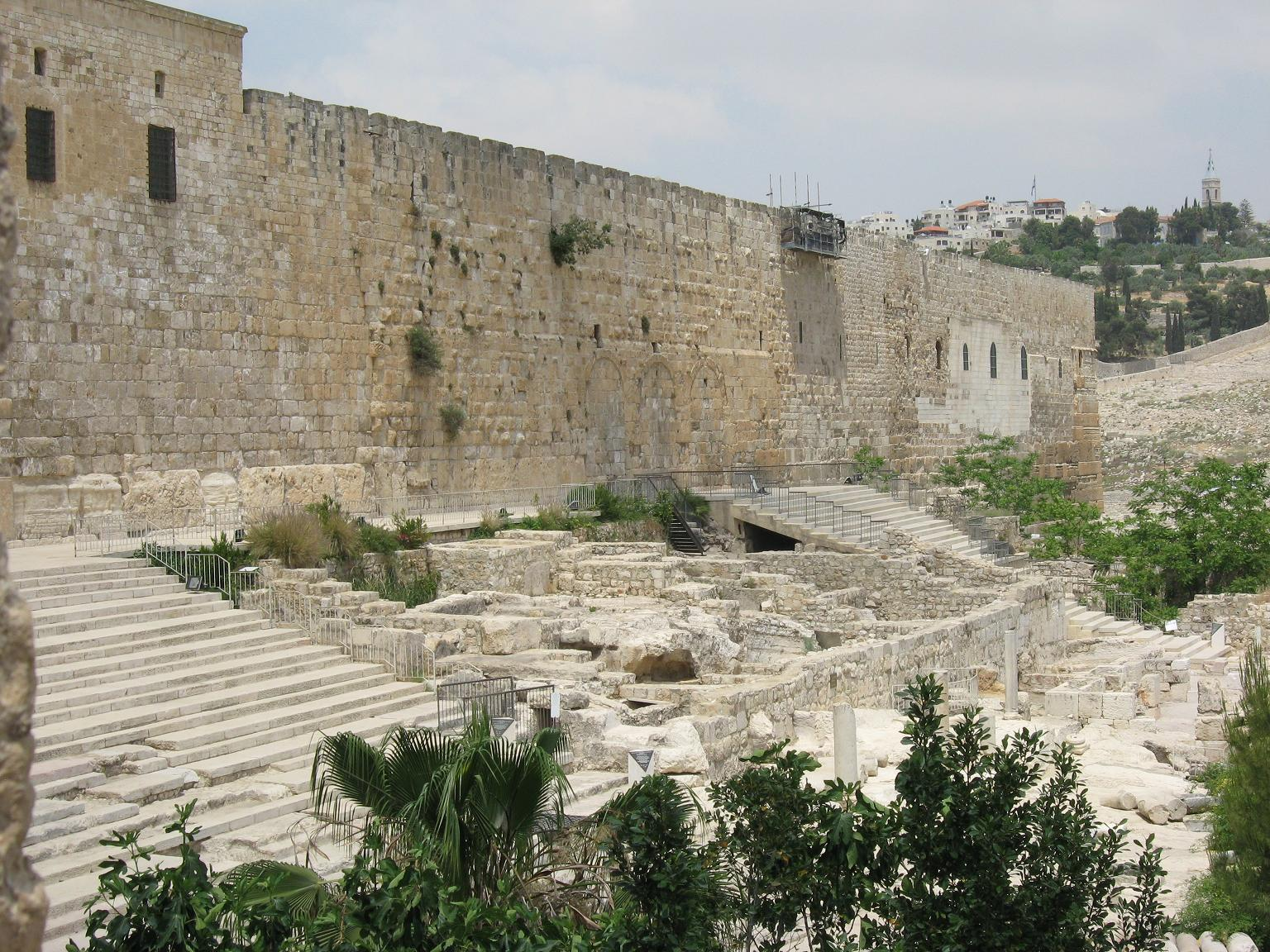
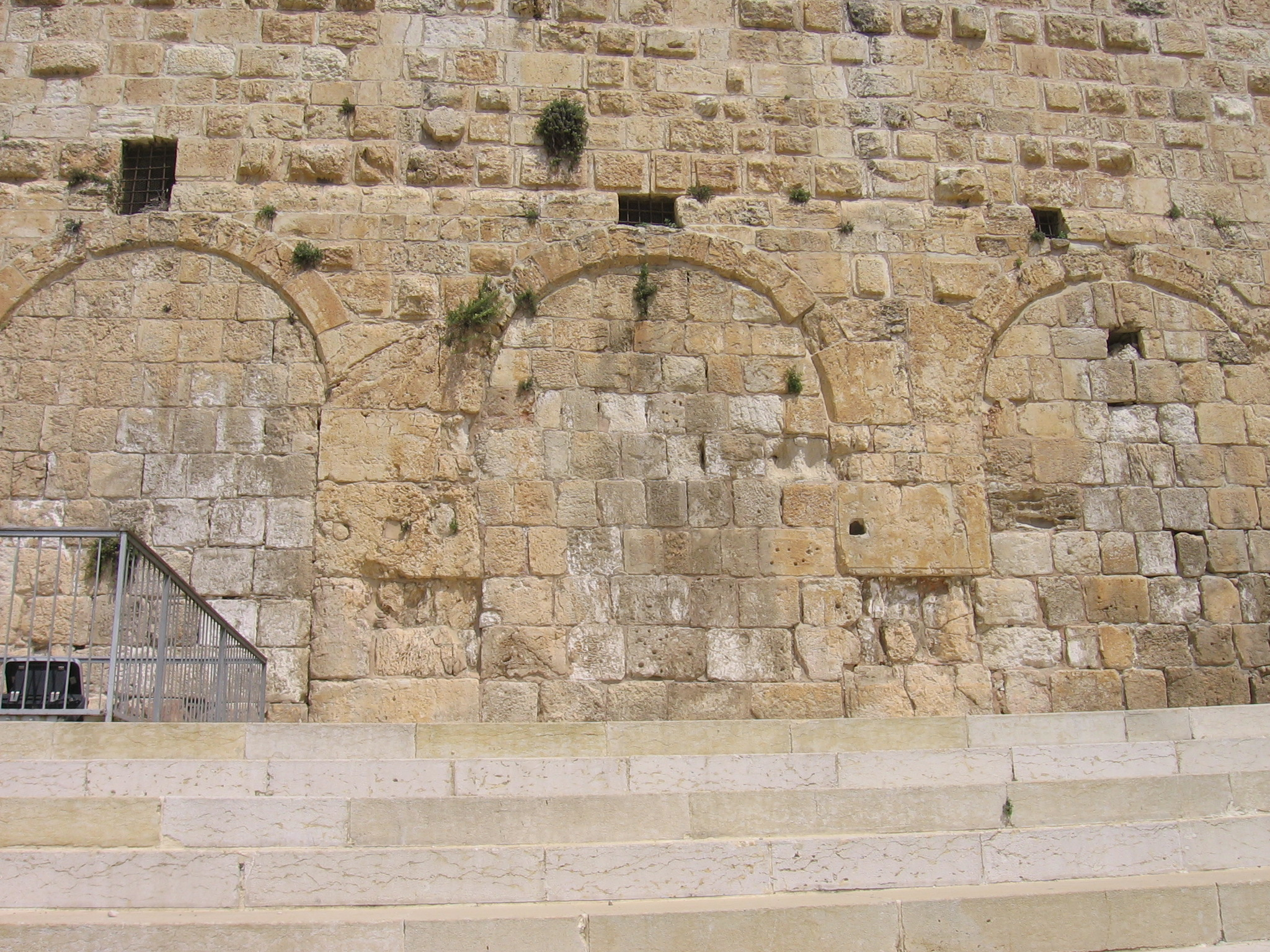
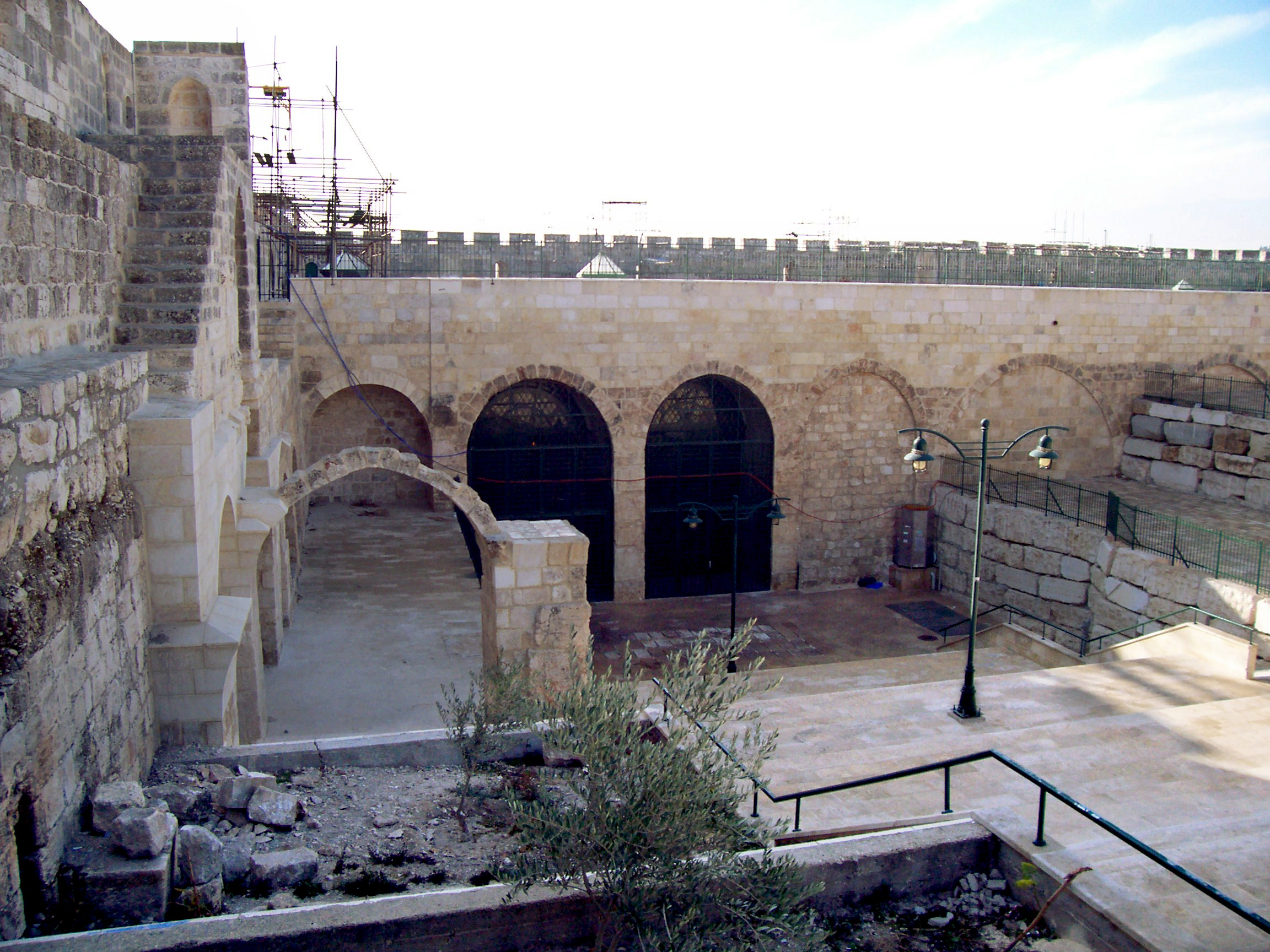